# Уренський район
Уренський район (рос. Уренский район) — муніципальне утворення Нижньогородської області (Росія).
Адміністративний центр — місто Урень.

## Географія
Уренський район розташований у північній частині Нижньогородської області. Із заходу він межує з Варнавинським і Ветлузьким районами, з півночі — з Шахунським та Тонкінським районами, з півдня — з Краснобаковським районом.
Площа району складає 2102,71 км².
На території району знаходиться 1 місто, селище міського типу Ар'я, 124 населених пункти. До адміністративного складу входить 1 міська, 1 селищна та 13 сільських адміністрацій.
Адміністративний центр — місто Урень. Від обласного центру місто віддалене на 183 км залізницею та на 210 км по автомагістралі. Протяжність доріг в районі з твердим покриттям складає 380 км.

## Історія
Найдавнішими жителями Уренського району були марійці.
Виникнення Уреня як села припадає на початок XVIII століття. У той час царський двір був зацікавлений, щоб його землі за Волгою заселялися і давали дохід. Переселенцям давалися пільги. І за Волгу кинулися ті, хто хотів привільно жити і вірити по-старому. Офіційно і таємно на ці землі в Прикерження, Заветлужжя і на болотисті береги Усти рушили тисячі сімей розкольників.